# Pseudocnus perrieri
Pseudocnus perrieri är en sjögurkeart. Pseudocnus perrieri ingår i släktet Pseudocnus och familjen korvsjögurkor. Inga underarter finns listade i Catalogue of Life.